# (18120) Lytvynenko
(18120) Lytvynenko (2000 NA25) – planetoida z pasa głównego asteroid okrążająca Słońce w ciągu 3,51 lat w średniej odległości 2,31 j.a. Odkryta 4 lipca 2000 roku.